# هيلين هنت
هيلين إليزابيث هانت (بالإنجليزية: Helen Hunt)(ولدت في 15 يونيو 1963)، هي ممثلة ومخرجة أمريكية. حصلت على العديد من الجوائز منها جائزة الأوسكار، وأربع جوائز إيمي برايم تايم، وأربع جوائز جولدن غلوب.
اشتهرت هانت بدور الزوجة الجديدة جيمي بوتشمان في المسلسل الكوميدي "متيم بك" (1992–1999)، الذي أكسبها ثلاث جوائز جولدن غلوب لأفضل ممثلة وأربع جوائز إيمي برايم تايم لأفضل ممثلة رئيسية. فازت بجائزة الأوسكار لأفضل ممثلة عن دورها كأم عزباء في الفيلم الكوميدي الرومانسي "على قدر ما يكون جيدًا" (1997)، وحققت مسيرة سينمائية ناجحة من خلال أدوارها في أفلام مثل "الإعصار" (1996)، "منبوذ" (2000)، "ما تريده النساء" (2000)، و"ادفعها للأمام" (2000).
قدمت هانت أول تجربة إخراجية لها في فيلم "ثم وجدتها" (2007). كما حصلت على ترشيح لجائزة الأوسكار لأفضل ممثلة مساعدة عن دورها في فيلم "الجلسات" (2012). من أفلامها البارزة الأخرى "بوبي" (2006)، "راكبة الأمواج الروحية" (2011)، و"موسم المعجزة" (2018). كما أخرجت فيلم "الركوب" (2014) وحلقات من مسلسلات تلفزيونية مثل "بيت الأكاذيب" (2016)، "هذا نحن" (2016)، "عداوة: بيتي وجوان" (2017)، "ربة منزل أمريكية" (2018)، وحلقة افتتاحية من إعادة إحياء "متيم بك" في 2019.

## الحياة الخاصة
في عام 1994، بدأت هيلين هنت بمواعدة الممثل هانك أزاريا. تزوجا في عام 1999، لكنهما انفصلا بعد 17 شهرًا.
في عام 2001، دخلت هنت في علاقة مع المنتج ماثيو كارناهان، ورُزقا بابنة في عام 2004. انفصل الثنائي في أغسطس 2017.
شاركت هنت في مظاهرة «مسيرة النساء» التي أُقيمت في 21 يناير 2017 بمدينة لوس أنجلوس، كاليفورنيا.

## الأفلام
- (1977) Rollercoaster [الإنجليزية]‏
- (1983) Quarterback Princess [الإنجليزية]‏
- (1983) Choices of the Heart [الإنجليزية]‏
- (1985) Girls Just Want to Have Fun [الإنجليزية]‏
- (1985) Trancers [الإنجليزية]‏
- (1986) زواج بيجي سو
- (1986) The Frog Prince [الإنجليزية]‏
- (1987) Project X [الإنجليزية]‏
- (1988) Miles from Home [الإنجليزية]‏
- (1988) Stealing Home [الإنجليزية]‏
- (1989) Next of Kin [الإنجليزية]‏

- (2017) أحبك، والدي [الإنجليزية]

## الترشيحات والجوائز
- أفضل ممثلة رئيسية عام 1998 عن فيلم As Good as It Gets وفازت بها
- أفضل ممثلة تلفزيونية عام 1993 عن مسلسل Mad About You
- أفضل ممثلة تلفزيونية عام 1994 عن مسلسل Mad About You وفازت بها
- أفضل ممثلة تلفزيونية عام 1995 عن مسلسل Mad About You وفازت بها
- أفضل ممثلة تلفزيونية عام 1996 عن مسلسل Mad About You
- أفضل ممثلة تلفزيونية عام 1997 عن مسلسل Mad About You وفازت بها
- أفضل ممثلة تلفزيونية عام 1998 عن مسلسل Mad About You
- أفضل ممثلة في فيلم كوميدي أو موسيقي عام 1998 عن فيلم As Good as It Gets وفازت بها
- جائزة الأيمي
  - أفضل ممثلة في مسلسل كوميدي 1996, 1997, 1998, 1999 عن Mad About You
- جائزة نقابة ممثلي الشاشة
  - أفضل ممثلة 1997 عن فيلم As Good as It Gets

## وصلات خارجية
- هيلين هنت على موقع IMDb (الإنجليزية)
- هيلين هنت على موقع ميتاكريتيك (الإنجليزية)
- هيلين هنت على موقع الموسوعة البريطانية (الإنجليزية)
- هيلين هنت على موقع روتن توميتوز (الإنجليزية)
- هيلين هنت على موقع مونزينجر (الألمانية)
- هيلين هنت على موقع ألو سيني (الفرنسية)
- هيلين هنت على موقع ميوزك برينز (الإنجليزية)
- هيلين هنت على موقع تيرنر كلاسيك موفيز (الإنجليزية)
- هيلين هنت على موقع أول موفي (الإنجليزية)
- هيلين هنت على موقع بوكس أوفيس موجو (الإنجليزية)
- هيلين هنت في قاعدة بيانات أقل من برودواي على الإنترنت